# Stebnícka Magura
Stebnícka Magura (słow. Stebnícka Magura) - najwyższy szczyt Pogórza Ondawskiego (według słowackiej geografii w górach Busov, części Beskidu Niskiego). Wznosi się na północ od Bardejowa, dominując wyraźnie nad całą okolicą.
Na szczycie znajdują się, zbudowane w 1975 r.: wysoki na 81 m stalowy maszt przekaźnika radiowo-telewizyjnego i murowany budynek zaplecza technicznego, a także drewniana wiata dla turystów i drogowskaz znakowanych szlaków turystycznych.
Wschodnie i północne stoki góry objęte są rezerwatem przyrody „Stebnícka Magura”, utworzonym w 1964 r. Jego powierzchnia, obejmująca wilgotny obszar źródlisk Stebnickiego Potoku, liczy obecnie 184,24 ha.

## Szlaki turystyczne
- szlakiem z Bardejowa-Zdroju przez przełęcz Čerešňa
- szlakiem ze Zborova
- szlakiem z Vyšnego Tvarožca
- nieoznaczonym szlakiem ze Zlatego